# Estadio Al-Ahli
El Estadio Al-Ahli también llamado Estadio Hamad bin Khalifa es un Estadio multiusos ubicado en la ciudad de Doha, Catar.
En este escenario tuvo lugar el partido histórico conocido como la "Agonía de Doha" entre las selecciones de Japón e Irak en la Clasificación de AFC para la Copa Mundial de Fútbol de 1994.